# Heribert Stenberg
August Heribert Stenberg, född 19 november 1896 i Trollhättan, död 3 oktober 1974 i Stockholm, var en svensk målare och tecknare.
Heribert Stenberg var son till verkmästaren Carl August Stenberg och Emelie Axia Toll samt från 1943 gift med Sigrid Matilda Svensson. Stenberg studerade konst vid Art Students League of New York 1925, vid Edward Berggrens målarskola i Stockholm 1931–1932, vid Académie de la Grande Chaumière i Paris 1938 och under ett flertal studieresor till bland annat Danmark, Estland, Italien och England. Separat ställde han ut i bland annat Enköping, Falun, Linköping, Nässjö, Borås, Bromölla och på De ungas salong i Stockholm. Tillsammans med Gunnar Persson ställde han ut på Gummesons konsthall 1941. Han medverkade i samlingsutställningar med Sveriges allmänna konstförening på Liljevalchs konsthall i Stockholm. Konstnärernas Stockholm som visades på PUB 1934, Vi Stockholmare på Stockholms stadsmuseum 1949 samt samlingsutställningar i Enköping, Landskrona och Eskilstuna. Hans konst består av interiörer, stadsbilder, porträtt. landskap och anekdotmässiga scener vanligtvis utförda i pastell. Stenberg är representerad vid Stockholms stadsmuseum.